# Lidia Guțu
Lidia Guțu (n. 10 august 1954, Verejeni, raionul Ocnița) este o politiciană și diplomată moldoveană.

## Biografie
Lidia Guțu a absolvit Institutul Politehnic din Chișinău, după care a lucrat în sistemul sănătății, iar din anul 1990 în cel al finanțelor. În perioada 1990 - 1995 a îndeplinit funcția de viceministru al finanțelor. În anul 1995, părăsește sistemul public și se angajează în sectorul bancar privat. Apoi, odată cu formarea noului guvern condus de Dumitru Braghiș, este numită viceprim-ministru pe probleme de politică socială (21 decembrie 1999 - 19 aprilie 2001).
În anul 2001 a fost aleasă în parlament pe listele Alianței Braghiș, fiind pe durata mandatului (2001 - 2005) președinta Comisiei parlamentare pentru probleme sociale. În urma alegerilor parlamentare din anul 2005, Lidia Guțu a fost realeasă ca deputat în Parlamentul Republicii Moldova, pe listele partidului Blocul electoral Moldova Democrată. În octombrie 2005, împreună cu alți șase deputați, în frunte cu Dumitru Braghiș, a părăsit fracțiunea Alianța „Moldova Noastră”, devenind deputat neafiliat .
În martie 2006, Lidia Guțu a fost numită în funcția de Ambasador Extraordinar și Plenipotențiar al Republicii Moldova în România, iar din iunie 2007, prin cumul, și ca Ambasador al Republicii Moldova în Serbia. În aprilie 2009 a fost rechemată din misiunea de la București și numită Ambasador al Republicii Moldova în Bulgaria, de unde a fost rechemată în scurt timp (noiembrie 2009) de noul Guvern de la Chișinău, constituit de Alianța pentru Integrare Europeană.